# 전담
전담(田儋, ? ~ 기원전 208년)은 진(秦)나라 말기의 인물이다. 진나라 말기의 혼란기를 틈타 진나라에 반기를 들어, 제나라를 재건하고 왕이 되었으나 진나라 장군 장한(章邯)에게 패하여 죽었다. 전제(田齊) 왕족의 후손이라 한다.

## 사적
원래 옛 제(齊)나라의 적현(狄縣) 사람으로, 유능한 종제 전영(田榮) · 전횡(田橫)과 강성한 종족을 거느려 세력을 형성했다.
이세황제(二世皇帝) 원년(기원전 209년), 농민 진승(陳勝)과 오광(吳廣)이 진나라에 맞서 거병하고 장초를 세우고 진나라의 각 지역을 공격했다. 이세황제 원년 10월(기원전 208년), 옛 위(魏)나라 방면을 공격한 주불(周巿)이 적현을 공격하자, 전담은 계책으로 주불과 맞서 싸우는 현령(縣令)과 접견 자리를 만들어 현령을 죽였다. 그리고 스스로 제나라 왕위에 올라, 적현의 군사를 이끌고 주불의 군사를 몰아내고 동쪽의 제나라 땅도 손에 넣었다.
장초가 장한의 진압군에 여러 차례 지고 진승도 달아나자, 진승의 생사를 모른 장초의 일부 장수들이 이세황제 2년 단월에 경구(景駒)를 초왕으로 옹립했다. 그 다음달에 경구는 전담에게 사자 공손경(公孫慶)을 보내 함께 진나라를 치자고 청했으나, 서로 왕이 되기 전에 서로 승인받지 않은 점을 가지고 다투다 전담이 공손경을 죽였다.
이세황제 2년 6월, 장한이 위나라 왕 위구를 공격해 임제(臨濟)에서 포위하자 위나라를 구원하러 출진했으나, 장한의 야습에 패배해 임제에서 죽었다. 전영은 동아(東阿)로 달아났고, 제나라에서는 옛 제나라 왕 전건(田建)의 아우 전가(田假)를 제왕으로 옹립했으나, 전영이 전가를 공격하여 내쫓고 전담의 아들 전불을 왕으로 세웠다.

## 가계

### 관련 인물
전광　전시　전영　전횡